# Olivier Véran
Olivier Véran (Saint-Martin-d'Hères, 22 aprile 1980) è un politico e medico francese, dal 2020 al 2022 è stato ministro della solidarietà e della salute nei governi Philippe II e Castex.
Dal 4 luglio 2022 al'11 gennaio 2024 ha assunto la carica di portavoce di governo all'interno del governo Borne.

## Biografia
Laureato in medicina a Grenoble, ha conseguito il dottorato nel 2008. Si è specializzato in neurologia. Si laureò anche presso l'Istituto di studi politici di Parigi. Negli anni 2005-2012 ha lavorato come insegnante accademico e ha cominciato ad esercitare l'attività medica presso l'Ospedale Universitario di Grenoble. Fu il primo vicepresidente e portavoce dell'organizzazione sindacale di settore Inter-syndicat national des internes.

## Carriera politica

### Inizio carriera
Esponente del Partito Socialista, dal 2012 al 2015 è stato deputato all'Assemblea nazionale durante la XIV legislatura al posto di Geneviève Fioraso e succeduto in seguito da quest'ultima. Nel 2015 è stato eletto consigliere della neonata regione dell'Alvernia-Rodano-Alpi. Nel 2017, entra a far parte di LaREM di Emmanuel Macron e, in nome di questa formazione, nello stesso anno è stato eletto alla camera bassa del parlamento francese per il dipartimento dell'Isère

### Ministro della solidarietà e della salute
Véran è diventato ministro della solidarietà e della salute nel governo del primo ministro Édouard Philippe il 16 febbraio 2020, come responsabile del dicastero ha gestito la pandemia di COVID-19 in Francia.
Durante il suo mandato, Véran ha attuato la decisione del governo di rendere gratuito l'accesso ai contracettivi per le donne fino a 25 anni a partire dal 2022.

### Ministro delegato ai rapporti con il Parlamento
Dal 20 maggio al 4 luglio 2022 è stato ministro delegato ai rapporti con il Parlamento nel governo di Élisabeth Borne, succedendo a Marc Fesneau.

### Portavoce del governo
Il 4 luglio 2022, è stato nominato ministro delegato per il rinnovamento democratico e portavoce del governo nel governo di Élisabeth Borne.
Dal settembre 2023 intraprende un tour delle città gestite dal Rassemblement National per "confrontarle faccia a faccia". È accusato dai sindaci di aver effettuato un tour anti-RN a spese del governo come nel caso di Hayange o Moissac dove la visita si trasforma in un dibattito politico.

## Vita privata
Véran ha avuto una relazione dal 2018 al 2021 con la collega politica Coralie Dubost, ex deputata all'Assemblea nazionale dal 2017 al 2022.